# 南脇町
南脇町（みなみわきちょう）は愛知県名古屋市中川区にある町名。現行行政地名は南脇町1丁目から南脇町3丁目。住居表示未実施。

## 地理
名古屋市中川区の北東部に位置し、東に四女子町、西に松葉町、南に宗円町と小本本町、北に長良町に接する。

## 歴史
- 1940年（昭和15年）1月15日 - 中川区四女子町・長良町の各一部により、同区南脇町として成立[5]。

## 世帯数と人口
2019年（平成31年）2月1日現在の世帯数と人口は以下の通りである。
| 町丁   | 世帯数  | 人口  |
| ------ | ------- | ----- |
| 南脇町 | 456世帯 | 911人 |

## 学区
市立小・中学校に通う場合、学校等は以下の通りとなる。また、公立高等学校に通う場合の学区は以下の通りとなる。
| 番・番地等 | 小学校               | 中学校               | 高等学校 |
| ---------- | -------------------- | -------------------- | -------- |
| 全域       | 名古屋市立常磐小学校 | 名古屋市立長良中学校 | 尾張学区 |

## 交通
- 名古屋市道名古屋環状線

## 施設
- あづま食品 中部営業所　(名古屋)

## その他

### 日本郵便
- 郵便番号 : 454-0817[2]（集配局：中川郵便局[8]）。